# Шорлајн Парк (Мисисипи)
Шорлајн Парк (енгл. Shoreline Park) град је у америчкој савезној држави Мисисипи.

## Демографија
По попису из 2000. године број становника је 4.058.
| Група             | 2000.         | 2010.    |
| Белци             | 3.777 (93,1%) | 0 (0,0%) |
| Афроамериканци    | 81 (2,0%)     | 0 (0,0%) |
| Азијати           | 13 (0,3%)     | 0 (0,0%) |
| Хиспаноамериканци | 79 (1,9%)     | 0 (0,0%) |
| Укупно            | 4.058         | 0        |